# Audio Secrecy
Albums de Stone Sour
Come What(ever) May
(2006) House of Gold and Bones - Part 1
(2012)
Audio Secrecy est le troisième album studio du groupe Stone Sour. Il est sorti le 7 septembre 2010 en France. Il a été enregistré et produit par le groupe et Nick Raskulinecz au studio Blackbird à Nashville, Tennessee. Le premier single officiel fut Say You'll Haunt Me qui est sorti le 6 juillet 2010, suivi de Digital (Did You Tell) et Hesitate qui sortiront respectivement en Grande-Bretagne et aux États-Unis.

## Chansons de l'album

### Édition Standard
| No  | Titre                  | Durée |
| --- | ---------------------- | ----- |
| 1.  | Audio Secrecy          | 1:43  |
| 2.  | Mission Statement      | 3:50  |
| 3.  | Digital (Did You Tell) | 4:00  |
| 4.  | Say You'll Haunt Me    | 4:24  |
| 5.  | Dying                  | 3:01  |
| 6.  | Let's Be Honest        | 3:44  |
| 7.  | Unfinished             | 3:10  |
| 8.  | Hesitate               | 4:16  |
| 9.  | Nylon 6/6              | 3:40  |
| 10. | Miracles               | 4:07  |
| 11. | Pieces                 | 4:30  |
| 12. | The Bitter End         | 3:33  |
| 13. | Imperfect              | 4:22  |
| 14. | Threadbare             | 5:44  |

### Édition Bonus
| No  | Titre                  | Durée |
| --- | ---------------------- | ----- |
| 1.  | Audio Secrecy          | 1:43  |
| 2.  | Mission Statement      | 3:50  |
| 3.  | Digital (Did You Tell) | 4:00  |
| 4.  | Say You'll Haunt Me    | 4:24  |
| 5.  | Dying                  | 3:01  |
| 6.  | Let's Be Honest        | 3:44  |
| 7.  | Unfinished             | 3:10  |
| 8.  | Hesitate               | 4:16  |
| 9.  | Nylon 6/6              | 3:40  |
| 10. | Miracles               | 4:07  |
| 11. | Pieces                 | 4:30  |
| 12. | The Bitter End         | 3:33  |
| 13. | Imperfect              | 4:22  |
| 14. | Threadbare             | 5:44  |
| 15. | Hate not Gone          | 3:49  |
| 16. | Anna                   | 3:29  |
| 17. | Home Again             | 3:54  |

## Membres
- Corey Taylor - chant
- James Root - guitare
- Josh Rand - guitare
- Shawn Economaki - basse
- Roy Mayorga - batterie
- Nick Raskulinecz - production

## Certifications
| Pays              | Certification |
| ----------------- | ------------- |
| Royaume-Uni (BPI) | Argent        |